# Miclești (gmina w okręgu Vaslui)
Miclești – gmina w Rumunii, w okręgu Vaslui. Obejmuje miejscowości Chircești, Miclești i Popești. W 2011 roku liczyła 2636 mieszkańców.